# Mibladen
Mibladen (franska: Mibladen (CR), Mibladen (Commune Rurale), arabiska: امرصيد) är en kommun i Marocko.   Den ligger i provinsen Midelt och regionen Drâa-Tafilalet, 250 km sydost om huvudstaden Rabat. Antalet invånare är 3 087.